# Uffheim
Uffheim é uma comuna francesa na região administrativa de Grande Leste, no departamento Alto Reno. Estende-se por uma área de 4,36 km². Em 2010 a comuna tinha 933 habitantes (densidade: 214 hab./km²).